# Halicarcinus tongi
Halicarcinus tongi är en kräftdjursart som beskrevs av Melrose 1975. Halicarcinus tongi ingår i släktet Halicarcinus och familjen Hymenosomatidae. Inga underarter finns listade i Catalogue of Life.